# Zob Ahan Esfahan
Zob Ahan Esfahan är en sportklubb från Isfahan, Iran. Klubben grundades 6 juli 1969 av anställda vid ett nybyggt stålverk i staden. Stålverket sponsrar klubben. 
Herrfotbollslaget har vunnit Hazfi Cup (iranska cupen) fyra gånger (2002/03, 2008/09, 2014/15 och 2015/16) och har blivit tvåa i iranska mästerskapet fyra gånger (2004/05, 2008/09, 2009/10 och 2017/18). Det gick till final i AFC Champions League 2010. Herrbasketlaget har blivit iranska mästare sju gånger (1994–1995, 1997 och 1999–2002). Damvolleybollaget har blivit iranska mästare sex gånger (2005–2010 och 2018/19) med herrvolleybollaget som bäst blivit tvåa i mästerskapet, vilket de blivit två gånger (1996/97 och 1997/98).

## Färger
Zob Ahan spelar i vit och grön trikåer, bortastället är grön och vit.
| Zob Ahan | Zob Ahan |

## Fotboll

### Placering senaste säsonger
| Säsong  | Nivå | Liga                    | Placering | Referens | Notering |
| ------- | ---- | ----------------------- | --------- | -------- | -------- |
| 2017/18 | 1    | Persian Gulf Pro League | 2         | [ 1 ]    |          |
| 2018/19 | 1    | Persian Gulf Pro League | 6         | [ 2 ]    |          |
| 2019/20 | 1    | Persian Gulf Pro League | 12        | [ 3 ]    |          |
| 2020/21 | 1    | Persian Gulf Pro League | 14        | [ 4 ]    |          |
| 2021/22 | 1    | Persian Gulf Pro League | 8         | [ 5 ]    |          |
| 2022/23 | 1    | Persian Gulf Pro League | 9         | [ 6 ]    |          |
| 2023/24 | 1    | Persian Gulf Pro League | 5         | [ 7 ]    |          |
| 2024/25 | 1    | Persian Gulf Pro League | 6         | [ 8 ]    |          |